# Чаквера, Лазарус
Лазарус Маккарти Чаквера (англ. Lazarus McCarthy Chakwera; род. 5 апреля 1955 года, Лилонгве, Малави) — малавийский государственный и религиозный деятель. Глава Партии конгресса Малави. Президент Малави с 28 июня 2020 года. Длительное время возглавлял пятидесятническую Ассамблею Бога в этой стране.

## Биография
Лазарус Чаквера родился в Лилонгве, нынешней столице Малави, 5 апреля 1955 года, когда страна ещё находилась под британским колониальным правлением. Его семья вела натуральное хозяйство на окраине города.
Чаквера получил степень бакалавра гуманитарных наук (философия) в Университете Малави в 1977 году. Он изучал теологию и получил диплом с отличием в Университете Севера в Южной Африке и получил степень магистра в Университете Южной Африки. в 1991 году. Trinity International University в США присвоил ему докторскую степень в 2000 году. Он также получил звание профессора в Pan Africa Theological (пан-африканская духовная семинария) в 2005 году.
С 1983 по 2000 год он работал инструктором в Богословской школе Ассамблеи Божьей, где он стал директором в 1996 году. Он был содиректором и преподавателем Духовной семинарии Всех Наций. С 1989 года он председательствовал на Ассамблее Бога Малави.
С 1989 года по 14 мая 2013 года — президент Ассамблеи Бога в Малави.
Глава Партии конгресса Малави. В 2014 году баллотировался на пост президента Малави, уступил Мутарике и возглавил официальную оппозицию в парламенте.
28 июня 2020 года вступил в должность президента Малави.

## Президентство

### Назначение в кабинет
Вскоре после избрания Чакверы президентом он стал объектом критики из-за назначения в кабинет родственников членов семьи. Кабинет из 31 члена, объявленный после инаугурации, состоит из шести членов, все из которых являются родственниками друг друга. Так новые министры труда и здравоохранения — брат и сестра, а новый министр информации — невестка нового заместителя министра сельского хозяйства. Чаквера защитил свое решение, заявив, что он рассмотрит опасения, связанные с назначениями.

### Урезание полномочий исполнительной власти
Чаквера объявил о планах ограничения полномочий исполнительной власти, в том числе, чтобы обеспечить бо́льшую подотчетность президента перед народом и повысить роль других ветвей государственной власти.

### Председательство в САДК
18 августа 2020 года по итогам 40-го саммита САДК, прошедшего в режиме видео-конференции под мозамбикским председательством, страной-председателем этой организации на следующий год была избрана Малави. Таким образом, в августе 2021 года в Малави состоится очередной саммит Сообщества, на котором Лазарус Чаквера примет на себя обязанности обязанности председательствующего от президента Мозамбика Филипе Ньюси.